# 863計画
863計画（はちろくさんけいかく、簡体字: 863计划、英語: Program 863, Plan 863）または国家高技術研究発展計画（こっかこうぎじゅつけんきゅうはってんけいかく簡体字: 国家高技术研究发展计划、英語: State High-Tech Development Plan）は、中華人民共和国の技術高度化計画のことである。改革開放政策が盛んに行われていたころの1986年3月に発表されたことから「863」の名前がある。
2016年に973計画（国家重点基礎研究発展計画）等とともに国家重点研究開発計画に統合された。

## 概要
「863計画」は4名の研究者により提出され、「高技術研究発展計画（“863”計画）要綱」として国務院により批准された。次の９つの分野を重点にする政策である。
1. バイオ技術分野
2. 宇宙飛行分野
3. 情報技術分野
4. レーザー技術分野
5. オートメーション技術分野
6. エネルギー技術分野
7. 新素材分野
8. 海洋技術分野
9. その他（超伝導技術など）

このうち「新素材」には、民生用・軍事用技術に重要なレアアースが鄧小平の資源戦略に基づいて盛り込まれた。